# Europolitan
Europolitan GSM AB, Europolitan Vodafone AB och sedermera Vodafone Sverige AB var namnen på ett svenskt telekommunikationsföretag grundat 1 april 1991. 

## Historia
Europolitans nät öppnades för trafik 1992. Företaget var först i Sverige med att lansera SMS-tekniken och röstbrevlådan.
Huvudkontoret har sedan starten legat i Karlskrona.

## Ägare
Företaget ägdes ursprungligen av Nordic Tel Holdings men köptes av Vodafone den 15 april 2002. Under efterföljande år bytte företaget namn till Europolitan Vodafone för att sedan bli bara Vodafone. 31 oktober 2005 köptes verksamheten av Telenor; 2006 tog mobilföretaget moderbolagets namn.